# Adenaria floribunda
Adenaria floribunda är en fackelblomsväxtart som beskrevs av Carl Sigismund Kunth. Adenaria floribunda ingår i släktet Adenaria och familjen fackelblomsväxter. Inga underarter finns listade i Catalogue of Life.